# 屏士烏縣
屏士烏縣（印尼語：Kabupaten Pringsewu）是印度尼西亞楠榜省的一個縣，位於該省南部，縣治為屏士烏鎮，2008年此縣由Tanggamus縣分出而成立。全縣面積為625.00平方公里，東鄰Pesawaran縣，南邊、西邊與Tanggamus縣相連，北接中楠榜縣。

## 行政區劃
目前，屏士烏縣劃分為9個鎮。
- Adiluwih
- 安峇拉瓦鎮
- Banyumas
- Gading Rejo
- 巴格拉蘭鎮
- 北巴格拉蘭鎮
- Pardasuka
- 屏士烏鎮
- Sukoharjo